# Cantón de Belfort-3
El cantón de Belfort-3 (en francés canton de Belfort-3) es una división administrativa francesa situada en el departamento del Territorio de Belfort, de la región de Borgoña-Franco Condado. La cabecera (bureau centralisateur en francés) está en Belfort.

## Historia
Fue creado por el decreto n.º 2014-155 del 13 de febrero de 2014 que entró en vigor en el momento de la primera renovación general de asamblearios departamentales después de dicho decreto, cuestión que pasó en marzo de 2015.